# رزندیل (مینسوتا)
رزندیل (به انگلیسی: Rosendale) یک منطقهٔ مسکونی در ایالات متحده آمریکا است که در شهرستان میکر، مینه‌سوتا واقع شده‌است. رزندیل ۳۵۹٫۹۷ متر بالاتر از سطح دریا واقع شده‌است.